# Australentulus westraliensis
Australentulus westraliensis är en urinsektsart som först beskrevs av Womersley 1932.  Australentulus westraliensis ingår i släktet Australentulus och familjen lönntrevfotingar. Inga underarter finns listade.